# Cugnoli
Cugnoli ist eine 1336 Einwohner zählende und 15 km² umfassende Gemeinde in der Nähe von Civitaquana und Alanno und liegt in der Provinz Pescara.
Die Nachbargemeinden sind: Alanno, Catignano, Civitaquana, Nocciano und Pietranico.

## Geschichte
Die ersten dokumentierten Anfänge von Cugnoli stammen aus dem Jahr 1173, als die dort ansässigen Familien besteuert wurden. Die alte Burg stammt aus dem frühen Mittelalter, allerdings hat nur die Frontseite des Gebäudes die Jahrhunderte überstanden. Von hohem künstlerischen Wert ist die Kirche Santo Stefano aus dem 13. Jahrhundert. Die Kanzel ist in exzellenter Verarbeitung.

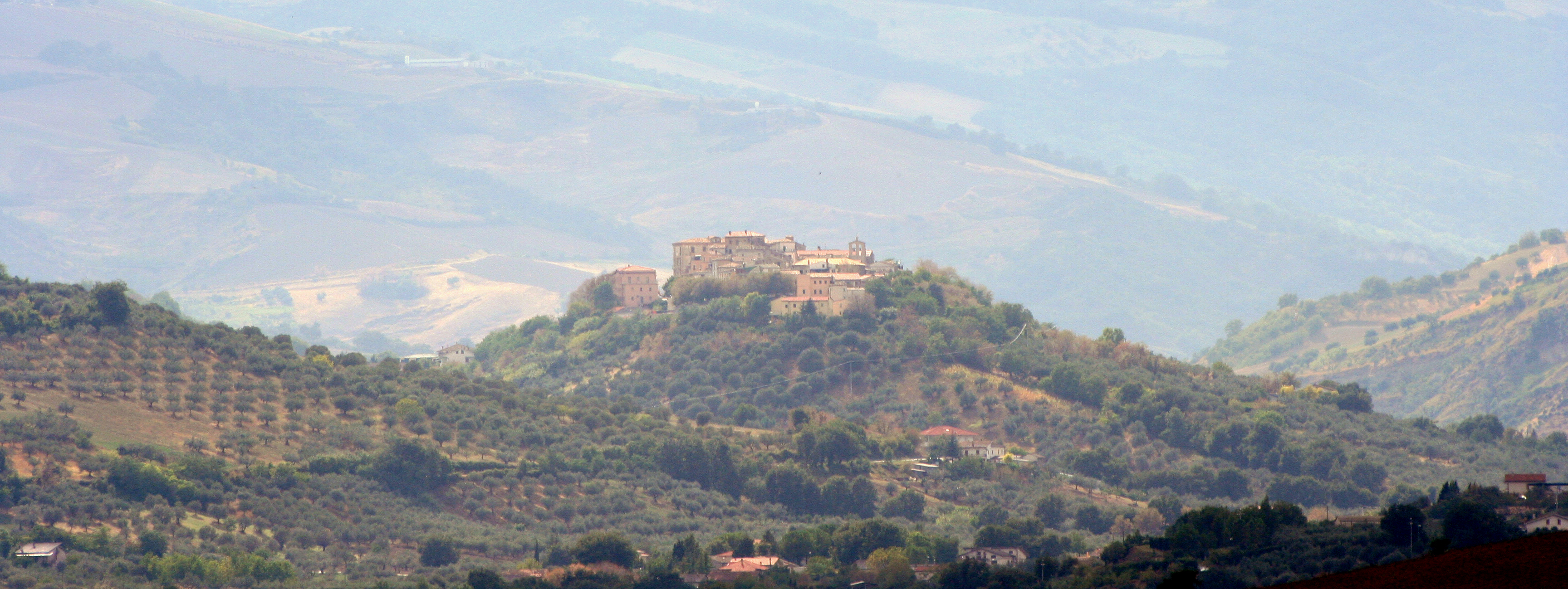
Panorama von Cugnoli

## Wirtschaft
Die Lage des Dorfes in dem hügeligen Gebiet fördert die Produktion von Oliven, Wein und Getreide.

### Weinbau
In der Gemeinde werden Reben der Sorte Montepulciano für den DOC-Wein Montepulciano d’Abruzzo angebaut.

## Persönlichkeiten
- Giacomo Marini (* 1951), Informatiker und Unternehmer (einer der Gründer der Firma Logitech)